# یونیون، شهرستان گرانت، ویسکانسین
یونیون (به انگلیسی: Union) یک منطقهٔ مسکونی در ایالات متحده آمریکا است که در شهرستان گرنت، ویسکانسین واقع شده‌است. یونیون ۳۳۴٫۹۸ متر بالاتر از سطح دریا واقع شده‌است.